# Альберт Венн Дайсі
Альберт Венн Дайсі (англ. Albert Venn Dicey; 1835—1922) — англійський юрист, фахівець з конституційного і міжнародного приватного права.
Головна з його праць: «Основи державного права Англії» — одне із найґрунтовніших досліджень державного права, в якому було надано особливого значення концепції верховенства права. У «Englands ease against Home-rule» (Л., 1886) автор доводив, що гомрул для Ірландії неминуче повинен привести до перебудови Англії на федеративних засадах і висловлювався проти нього. У галузі міжнародного приватного права Дайсі вважається одним з основоположників теорії набутих прав.
Член-кореспондент СПбАН з 3 грудня 1916 року (відділення історичних наук та філології (розряд історико-політичних наук).